# روبرت هوران
روبرت هوران (بالإنجليزية: Robert Horan)‏ هو شاعر أمريكي، ولد في 9 أغسطس 1922، وتوفي في 19 سبتمبر 1981.